# 大森裕子
大森 裕子（おおもり ゆうこ、1976年10月20日 - ）は、日本の女優、司会者。身長161cm。血液型はAB型。AND ENDLESS所属。

## 出演

### 映画
- ローダンセ 主演 そら 役

### テレビドラマ
- Cafe吉祥寺で（2008年） - 祥子 役
- 半沢直樹 第8話「強敵ライバル登場! 負ければ出向の危機」（2013年） - 福山夫人 役

### 舞台
- AND ENDLESS
  - ワールズ　A SONG FOR FRUEDE WORLD（1996年）- リリー 役[1]
  - フランスについた日-（1997年）- 吉岡由希 役（A）※Wキャスト[2]
  - 白の花束、黒に空。（1998年）- 芳乃 役[3]
  - PRAY 皇帝か無か（1999年）- ドロテア 役[4]
  - 楽園（2000年）- カノージュ 役[5]
  - Cornelia（2001年）- セレン 役[6]
  - ＰＳＹ・Ｓ（2002年）- リサ 役[7]
  - 堕天・神殿（2003年）- 坂本遊梅 役[8]
  - ＦＡＮＴＡＳＩＳＴＡ（2004年）- 天使 役[9]
  - SYNCHRONICITY LULLABY（2005年）- サラリ 役[10]
  - CLASSICS I（2007年）- イリア 役[11]
  - 100season AND ENDLESS『swalow period』（2021年）新型コロナウィルス感染症の影響で公演中止
- こっぱ・みじん（2002年）
- 楽屋の王様（2005年）

### CM
- アサヒ飲料 WONDAモーニングショット
- キリンラガービール バーベキュー編
- 三共製薬 水虫薬ラミシール
- JR西日本・東海道新幹線キャンペーン
- ダイハツ「ミラパルコ」

### その他
- ショートドラマ「華」
- BQ内連続ドラマ

## 司会業
- 軽井沢ブライダルショー
- ゲームショー
- 東京おもちゃショー
- 東京モーターショー
- 名古屋お子様博
- ブライダルショー東京イメージブース